# 土曜だ!!江越だ!?
土曜だ!!江越だ!?(どようだ!!えごしだ!?)は熊本放送（RKKラジオ）で2001年4月から、土曜午後（JST）に放送されている大型ローカルワイド番組である。当項では、かつて放送されていた前座番組｢もうすぐドヨエゴ!?｣についても表記する。

## 概要
「小松士郎＠のほほんラヂオ」の2時間繰り上げに伴いその枠を引継ぎ、土曜夕方の「突撃戦隊!ラジオ新撰組」及び日曜午後の「江越哲也の”お宝音源冒険王”」の後継の大型ローカルワイド番組（約6時間半）且つ江越哲也の冠番組として2001年4月より開始。
2020年9月26日放送で放送1000回、2021年4月には放送期間20周年を迎えている。略称は｢ドヨエゴ｣や「どよエゴ」など。

## 放送時間
2024年4月現在は毎週土曜日12:00 - 17:15。
2015年4月 - 2016年9月までは、12:00 - 17:44だった。
それ以前は長らく12:10 - 17:44（2002年4月 - ）であったが、一時期（2005年10月-2009年3月）は12:25開始とされていたことがある。
2001年度ナイターオフ期間（2001年10月-2002年3月）は12:10 - 17:59。
放送開始当初の2001年のナイターシーズンは、当時の平日午後ワイド同様に18時台にも放送しており、12:10 - 18:20の放送であった。
尚、1月2日或いは3日が土曜日に当たる場合は「東京箱根間往復大学駅伝競走」中継（文化放送制作）の為14時台開始の短縮放送、或いは放送休止となる。

## 出演者

### 2024年4月現在

#### パーソナリティ
- 江越哲也
- イズミダタツヤ（リポーター部隊のサタピン隊[注釈 7] 隊長。「突撃戦隊!ラジオ新撰組」から続投） 
  - 中継の技術スタッフも兼務している（2人時代から）。後述する通り、2009年5月30日放送迄はサタピン隊に他に女性隊員がいた[3][注釈 8] が、2009年6月以降は欠員となったまま補充がなされず、イズミダが「サタデーに、ピンで頑張る隊長」になったと、江越が突っ込んだことがある[要出典]。

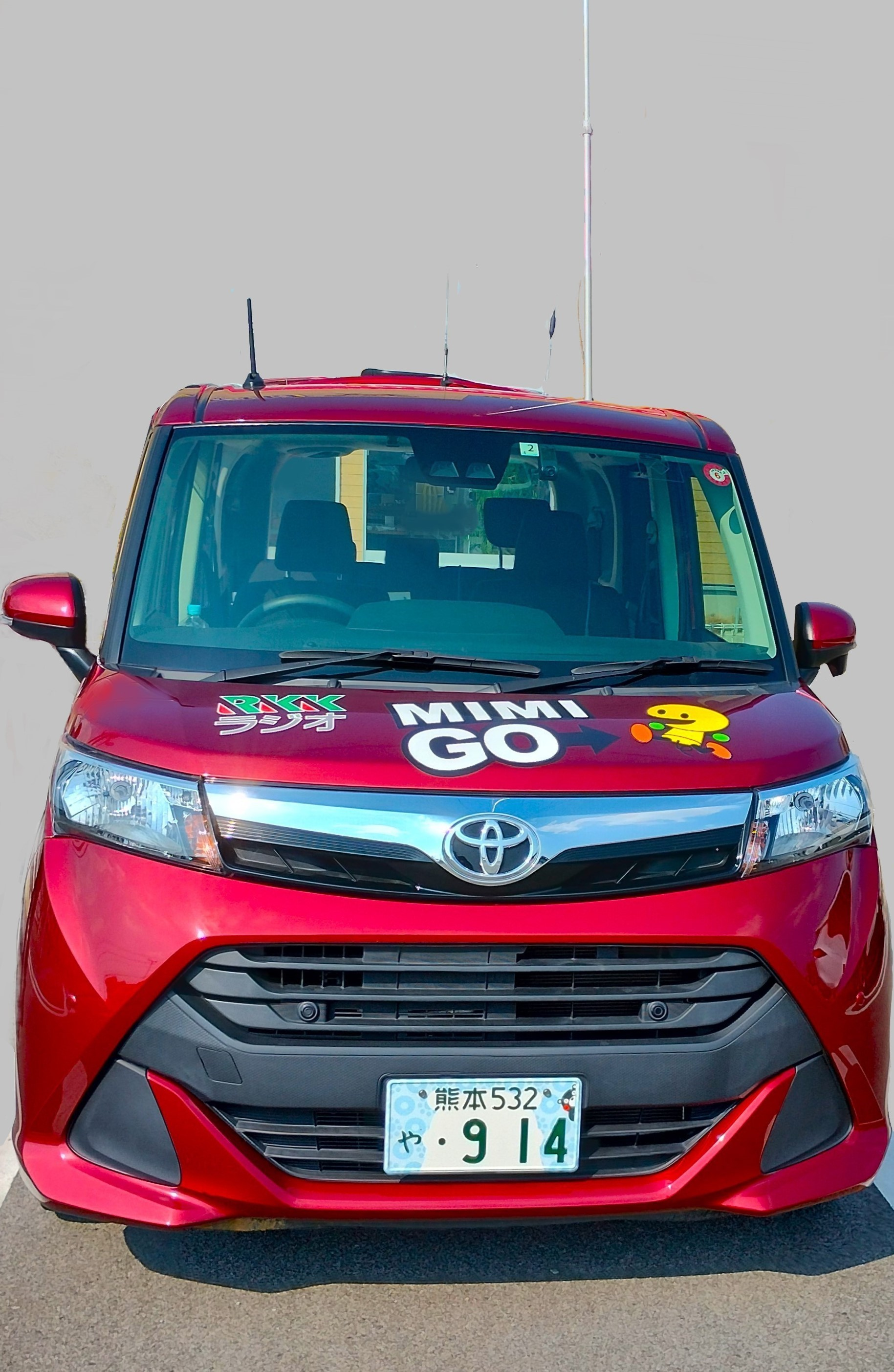
2019年から「サタピン隊」が使用している現在のミミー1号（ロゴ変更前の2023年2月撮影）。
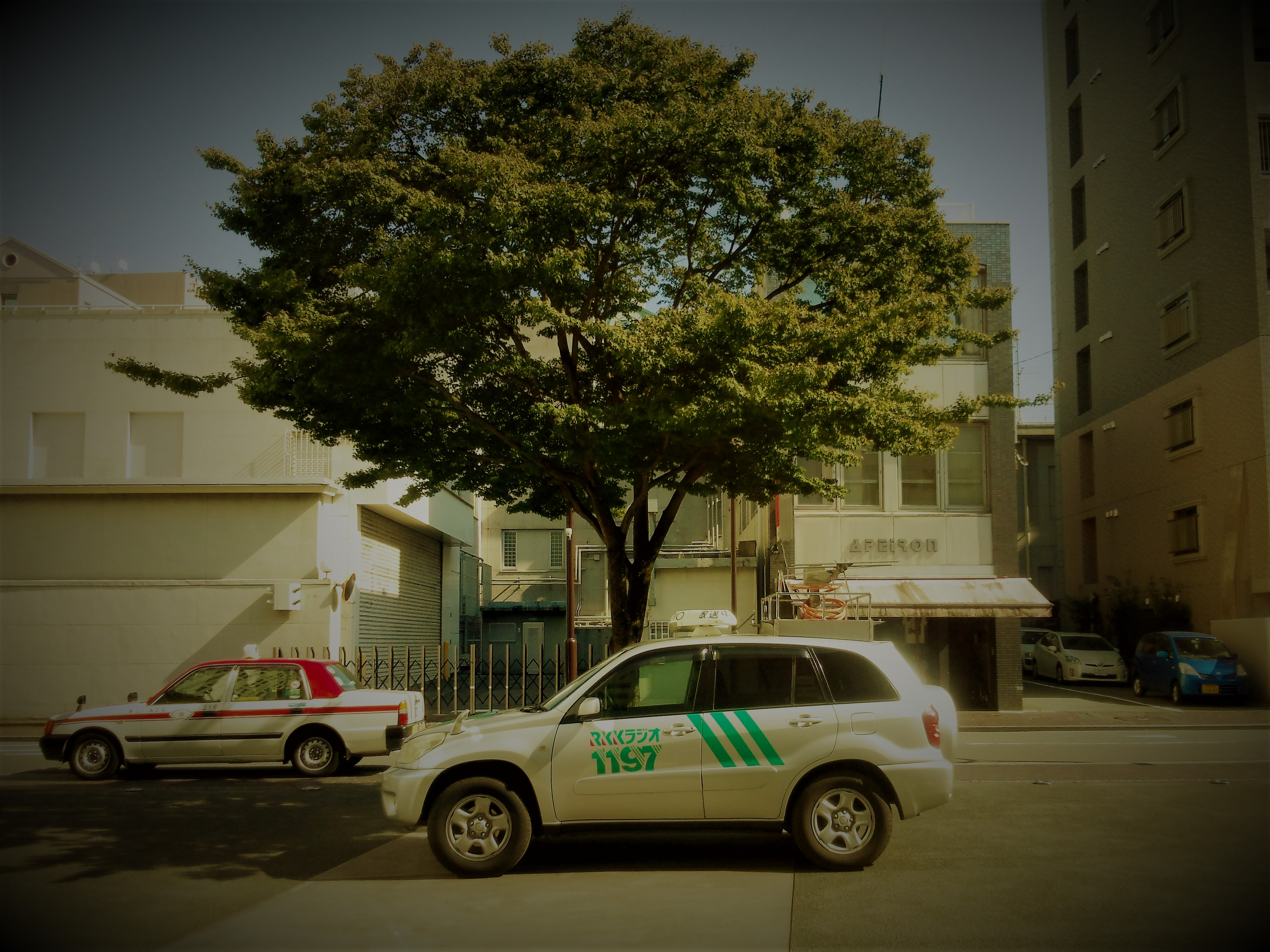
13時台後半の別動隊（おもにミミーOG）のリポートで2004年頃から2018年春まで使用されていたミミー2号車。
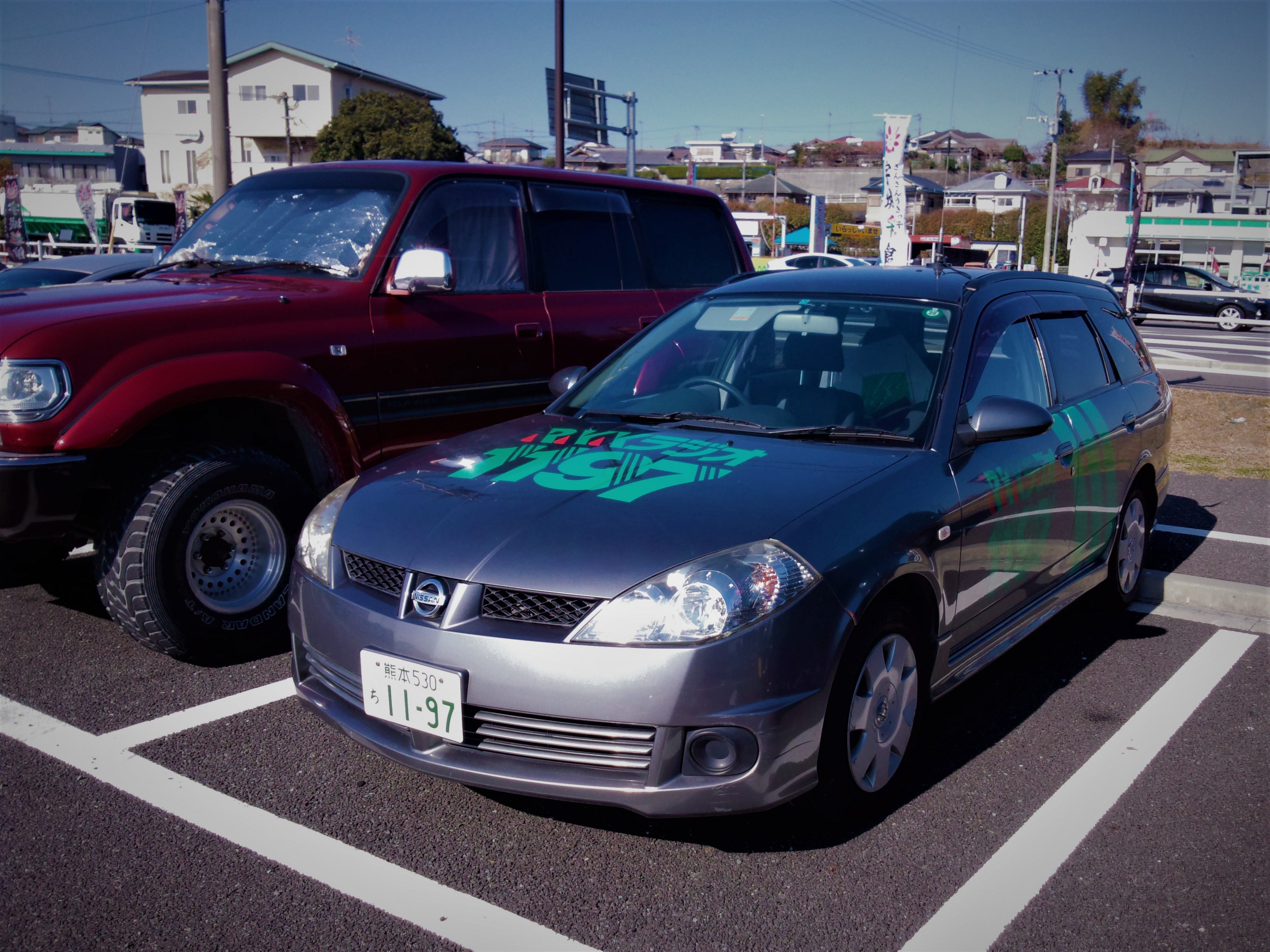
15時台に放送されていた「日産情報」や「3時です・日産です!!」に絡むリポートで2003年頃から2015年まで使用されたミミー3号車。

#### コーナー出演者
人吉球磨応援番組 今日はどぎゃんね!
- マダム珍（有地永遠子[4]）（2016年10月 - ）
  - 人吉球磨月刊情報誌「どうぎゃん」編集長。基本的には電話出演。

お菓子面白百科 いとおかし
- 片岡圭助（菓子職人、2001年10月-）

どよごの狂句つれづれ（隔週）
- 安藤黒竜（肥後狂句選者、2020年10月10日 - ）
  - レギュラーでは偶数週（第2・4週）放送のコーナー故に、基本的に偶数週のみの出演。

### 過去の出演者

#### サタピン隊隊員
- Rika（田爪利佳）-放送開始 - 2003年11月1日、「突撃戦隊！ラジオ新撰組」から続投
- Yui 2003年11月8日 - 2009年5月30日[3]

#### コーナー出演者
てなもんやサウンド笠
「江越哲也の”お宝音源冒険王”」から移行したコーナーで、のち2014年4月から独立番組となる。
- まさいよしなり（放送開始 - 2014年3月29日[5]）

#### その他
- 進藤久明 - 月1回12時台に出演[注釈 10]（2017年10月 - 2021年?）

## 現在のタイムテーブル
2024年4月現在

### 12時台
- 12:00 オープニング
- 12:04頃 熊日ニュース
- 12:09頃 天気予報
- 12:14頃 いちごくらぶの“クイズで歌おう!”Q
- 12:20頃 サタピン隊が行く
- 12:54頃 いちごくらぶの“クイズで歌おう!”A

### 13時台
- 13:00 （※ワンコーラスリクエスト枠[注釈 11]）
- 13:30 サタピン隊が行く
  - 偶数週の13:40 どよごの狂句つれづれ[注釈 12]（ポッドキャスト連動）

### 14時台
- 14:00 熊日ニュース
- 14:05 午後2時5分一寸一服
- 14:25 10分健康ステップアップ[注釈 13]
- 14:35 イエスタディワンスモア[注釈 14]
  - なつかしミュージックカウントダウン（なつみかん）
- 14:50 （※洋楽枠）

### 15時台
- 15:00 土曜だ‼童謡だ!?[注釈 15]
- 15:20頃 新作映画情報
- 15:35頃 「隊長コーナー」（無いことがある[注釈 16]）

### 16時台
- 16:00 熊日ニュース
- 16:05 サタピン隊 突然クイズ!Q
- 16:15 人吉球磨応援番組 今日はどぎゃんね！[注釈 17]
- 16:20 元気スイッチ
- 16:35
- 16:45 交通情報[注釈 18]
- 16:50 お菓子面白百科 いとおかし[注釈 19]

### 17時台
- 17:00 熊日ニュース
- 17:05 サタピン隊 突然クイズ!A※ここからイズミダはスタジオトーク入り。
- 17:10 エンディング

## 過去のタイムテーブル

### 2012年4月改編時

#### 12時台
- 12:10 オープニング
- 12:17 いちごくらぶの“クイズで歌おう!”
- 12:25 サタピン隊が行く

#### 13時台
- 13:00 もぎたてラジオ(第2週・第4週[注釈 20])
- 13:25頃 サタピン隊が行く
- 13:50 ミミーリポート（原則ミミー2号[注釈 21]）

#### 14時台
- 14:00 熊日ニュース
- 14:05 午後2時5分一寸一服
- 14:25 ミニ番組（「RKKラジオ今月の推薦曲」）
- 14:30 TOYOTA Presents 辻よしなりの「週末アソビナビ」(TBSラジオ制作)
- 14:45

#### 15時台
- 15:00 こちら熊日編集局
- 15:15頃 日産情報[注釈 22]
- 15:20 交通情報
- 15:22頃 新作映画情報
- 15:40 サタピン隊が行く
- 15:53 これからの天気[注釈 23]

#### 16時台
- 16:00 熊日ニュース
- 16:05 イエスタディワンスモア
  - なつかしミュージックカウントダウン（なつみかん）
  - あの時君は若かった
- 16:30 サタピン隊 突然クイズ!Q
- 16:40 チーム吉永の経営クリニック[注釈 24]
- 16:50 お菓子面白百科 いとおかし[注釈 19]

#### 17時台
- 17:00 熊日ニュース
- 17:05 サタピン隊 突然クイズ!A
- 17:10頃 交通情報
- 17:13頃 てなもんやサウンド笠[注釈 9]
- 17:20 隊長コーナー（ポッドキャスト連動[注釈 25]）

17:44放送終了→ウィークエンドネットワークへ

### 2002年10月頃[8]

#### 12時台
- 12:10 オープニング
- 12:15 クイズ・音当てQ[注釈 26]
- 12:30頃 サタピン隊が行く
- 12:40頃 マッキーの天神福岡スポット発見・お得な高速バス[注釈 27]
- 12:45頃 クイズでえーんか!!
- 12:50 クイズ・音当てQ 答え合わせ

#### 13時台
- 13:00 もぎたてラジオ(第2週・第4週[注釈 20])
- 13:30頃 サタピン隊が行く
- 13:40頃 マッキーの天神福岡スポット発見・お得な高速バス[注釈 27]

#### 14時台
- 14:00 熊日ニュース
- 14:05 午後2時5分一寸一服
- 14:30 トライアングル・POWER[注釈 28]

#### 15時台
- 15:00 3時です・日産です!!
  - 15:01 熊日ニュース・天気予報
  - 15:10 イベントガイド・ドライブ情報
  - 15:15頃 日産情報[注釈 29]
  - 15:20頃 交通情報
  - 15:22 新作映画情報
- 15:32頃 マッキーの天神福岡スポット発見・お得な高速バス[注釈 27]
- 15:40頃 サタピン隊が行く
- 15:44頃 てなもんやサウンド笠[注釈 9]
- 15:51頃 これからの天気[注釈 23]

#### 16時台
- 16:00 熊日ニュース
- 16:05 日専連イエスタディワンスモア
  - なつかしミュージックカウントダウン（なつみかん）＆クイズ
- 16:30頃 マッキーの天神福岡スポット発見・お得な高速バス[注釈 27]
- 16:35頃 サタピン隊 突然クイズ!Q
- 16:50 お菓子面白百科 いとおかし[注釈 19]

#### 17時台
- 17:00 熊日ニュース
- 17:05 サタピン隊登場
- 17:30 こちら熊日編集局
- 17:35頃 交通情報

17:44放送終了→ウィークエンドネットワークへ

## もうすぐドヨエゴ!?
2015年4月より開始した前座番組風のプレ番組である。開始当初の放送時間は11:30 - 11:50。
2016年3月をもって別番組を放送する為いったん廃止となるが、直後に発生した熊本地震の影響で別番組のスポンサーが提供を一時自粛したことと、震災情報を伝える為一時的に復活、その後の同年10月から11:35 - 11:50で正式に復活したが、諸般の事情で2017年ナイターシーズン限りで終了。本編同様に生放送であった。

## エピソード
- 放送1000回にあたる2020年9月26日放送分のポッドキャストで明かされた話である。放送開始当初の2001年頃、イズミダは赤いプジョー・406セダンを愛用していた[注釈 30]が、ある時イズミダがこの406で江越を送迎した所、江越は406の走りをたいそう気に入り、イズミダから譲り受けて[注釈 31]しばらく愛用していたという。ちなみに、この406を江越が手放した際には、番組関係者が譲り受けた[9]らしい。

## 参照